# Tubulanus pellucidus
Tubulanus pellucidus är en djurart som tillhör fylumet slemmaskar, och som först beskrevs av Ernest F. Coe 1895.  Tubulanus pellucidus ingår i släktet Tubulanus och familjen Tubulanidae.
Artens utbredningsområde är Mexikanska golfen. Inga underarter finns listade i Catalogue of Life.